# Steinwiesen
Steinwiesen là một đô thị thuộc huyện Kronach trong bang Bayern của nước Đức.